# Amelscheid
Amelscheid ist ein Straßendorf in der Deutschsprachigen Gemeinschaft in Belgien und Ortsteil der Stadtgemeinde Sankt Vith. Der Ort zählt 120 Einwohner (Angabe Stand 31. Dezember 2015).
Amelscheid liegt rund neun Kilometer östlich der Kernstadt Sankt Vith und knapp einen Kilometer südlich von Schönberg auf einer Anhöhe südlich des Ourtals. Rund einen Kilometer südlich des Ortes verläuft die deutsch-belgische Grenze. Vor 1977 wurde Amelscheid durch die Gemeinde Schönberg verwaltet. Mit der belgischen Gemeindereform ging es in der neuen Großgemeinde Sankt Vith auf.